# Erwin Mehlem

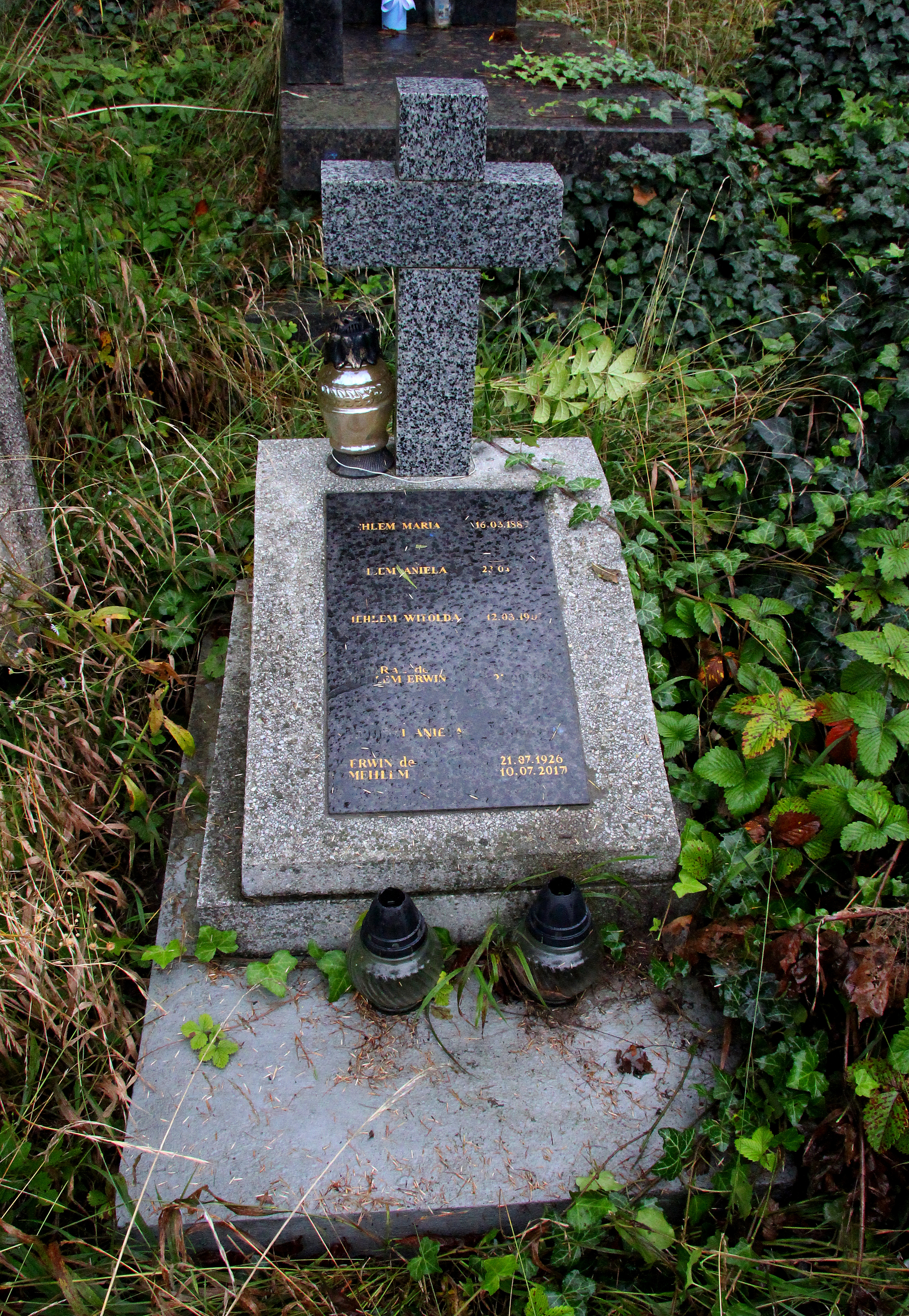

Erwin Kazimierz de Mehlem (ur. 18 stycznia 1878 we Lwowie, zm. 21 listopada 1938 tamże) – generał brygady Wojska Polskiego.

## Życiorys
W 1895 ukończył szkołę realną we Lwowie, a cztery lata później Techniczną Akademię Wojskową (Oddział Artylerii) w Wiedniu. Od 1899 podporucznik i oficer zawodowy artylerii cesarskiej i królewskiej Armii. W 1914 awansował na kapitana. W czasie I wojny światowej walczył na froncie rosyjskim, rumuńskim i włoskim, jako dowódca baterii, dywizjonu i Pułku Artylerii Konnej Nr 6 K. Na stopień majora został mianowany ze starszeństwem z 1 lutego 1918.
Z dniem 1 listopada 1918 został przyjęty do Wojska Polskiego z zatwierdzeniem posiadanego stopnia majora i przydzielony do Dowództwa Artylerii WP w Krakowie. 25 stycznia 1919 został zatwierdzony na stanowisku dowódcy 1 pułku artylerii ciężkiej. Do maja 1920 był kolejno dowódcą Stacji Zbornej i Uzupełnień Formacji Artylerii w Krakowie, szefem Wydziału Artylerii Dowództwa Okręgu Generalnego „Kraków”, sztabowym oficerem inspekcyjnym artylerii Dowództwa Okręgu Generalnego „Lublin”. Na froncie bolszewickim: maj 1920 - październik 1921 dowódca 14 pułku artylerii polowej wielkopolskiej i w zastępstwie dowódca XIV Brygady Artylerii. 12 marca 1921 został mianowany dowódcą XV Brygady Artylerii. Wyróżnił się w walkach nad Berezyną i podczas ofensywy znad Wieprza. 11 czerwca 1920 został zatwierdzony z dniem 1 kwietnia 1920 w stopniu podpułkownika, w artylerii, w grupie oficerów byłej armii austro-węgierskiej.
W październiku 1921, po likwidacji XV Brygady Artylerii, objął dowództwo 7 pułku artylerii ciężkiej. 3 maja 1922 został zweryfikowany w stopniu pułkownika ze starszeństwem z dniem 1 czerwca 1919 i 15. lokatą w korpusie oficerów artylerii. W lipcu 1922 został szefem Artylerii i Służby Uzbrojenia Dowództwa Okręgu Korpusu Nr X w Przemyślu. Pełniąc służbę w garnizonie Przemyśl pozostawał oficerem nadetatowym 7 pułku artylerii ciężkiej, a następnie 10 dywizjonu artylerii konnej.
Z dniem 20 listopada 1924 został mianowany komendantem Obozu Szkolnego Artylerii w Toruniu. Na tym stanowisku 1 grudnia 1924 Prezydent RP Stanisław Wojciechowski na wniosek Ministra Spraw Wojskowych, generała dywizji Władysława Sikorskiego awansował go na generała brygady ze starszeństwem z dniem 15 sierpnia 1924 i 24. lokatą w korpusie generałów.
W sierpniu 1926 został przeniesiony na stanowisko szefa 3 Okręgowego Szefostwa Artylerii w Grodnie. Z dniem 31 maja 1927 został przeniesiony w stan spoczynku. Osiadł we Lwowie, gdzie zmarł. Został pochowany w rodzinnym grobowcu na cmentarzu Łyczakowskim.

## Ordery i odznaczenia
- Medal Pamiątkowy za Wojnę 1918-1921 „Polska Swemu Obrońcy”[6]
- Medal Dziesięciolecia Odzyskanej Niepodległości[6]

W czasie służby w c. i k. Armii otrzymał:
- Krzyż Zasługi Wojskowej 3 klasy z dekoracją wojenną i mieczami,
- Signum Laudis Brązowy Medal Zasługi Wojskowej z mieczami na wstążce Krzyża Zasługi Wojskowej,
- Signum Laudis Brązowy Medal Zasługi Wojskowej na czerwonej wstążce,
- Krzyż Wojskowy Karola,
- Brązowy Medal Jubileuszowy Pamiątkowy dla Sił Zbrojnych i Żandarmerii,
- Krzyż Jubileuszowy Wojskowy[16].